# Xenia florida
Xenia florida är en korallart som först beskrevs av René-Primevère Lesson 1826.  Xenia florida ingår i släktet Xenia och familjen Xeniidae. Inga underarter finns listade i Catalogue of Life.